# Мерфи, Том (футболист)
Томас Мерфи (англ. Thomas Murphy), более известный как Том Мерфи (англ. Tom Murphy) — ирландский футболист, защитник.
На клубном уровне выступал за клуб «Сент-Джеймс Гейт». С клубом выиграл первый в истории чемпионат Ирландии, Кубок Ирландии и Лигу Лейнстера — всё за один сезон 1921/22. 
Был одним из семи игроков, включённых в заявку национальной сборной на VIII Летние Олимпийские игры, и одним из пяти, прибывших на турнир. Кроме Мерфи, в Париж поехали Эрни Маккей, Чарли Дауделл, Падди Данкан и Майк Фаррелл, а в Ирландии остались Томми Онжье и Фрэнк Хини. На самом турнире участия не принял, сыграв в составе сборной лишь два товарищеских матча: со сборной Эстонии 3 июня, так как обе сборные уже выбыли из турнира, и 14 июня со сборной США, уже после завершения Олимпиады. Голов за сборную не забивал.

## Достижения

### Клубные

#### «Сант-Джеймс Гент»
- Чемпион Ирландии: 1921/22

- Обладатель Кубка Ирландии: 1922

- Победитель Лиги Лейнстера: 1921/22

### В сборной
- Олимпиада 1924 года: 1/4 финала